# Zimrath Haaretz
Zimrath Haaretz a fost o revistă ebraică, redactat de rabinul iluminist Matityahu Simcha Rabener, care a apărut în România în numai două numere, în anii 1872 și 1877.
Și totuși, revista Zimrath Haaretz a avut o influență importantă asupra evoluției mișcării Haskala evreiești din România, 
Într-un articol introductiv, publicat în primul număr al acestei reviste, Rabener a expus motivele care l-au determinat să editeze și să publice revista. Rabener urmărea „să mărească interesul asupra limbii ebraice [...] în sufletele celor care trăiesc în această țară [...] așa cum acest fapt se petrece în alte țări iluminate din Europa". Zimrath haaretz trebuia „să ofere ceva din ceea ce este cel mai bun în țară, un pic de știință, o seamă de cuvinte dulci ca mierea, primele roade ale scrisului câtorva oameni de bine, învățații generației cărora le place apropierea între credință și știință".
Rabener a început în anul 1871 să pregătească publicarea revistei Zimrath Haaretz. El a publicat un fel de manifest în jurnalul ebraic Yivry anokhy, care apărea la Brody, în Galiția. În acest manifest invita colaboratori la viitoarea revistă. A trimis  și scrisori unor maskilim din Galiția și din România, cerându-le colaborarea la jurnalul care urma să apară. Mulți maskilim i-au răspuns în mod pozitiv și i-au trimis scrisori, articole, comentarii la Biblia Ebraică, poezii.  Rabener planificase să publice revista trimestrial, dar a apărut numai în două numere, la un interval de timp de patru ani între ele. S-a confruntat cu problema difuzării și sponsorizării revistei.
În primul număr (64 de pagini), tipărit la tipografia lui Hirsch Goldner din Iași, a fost publicată o odă în onoarea lui Benjamin Franklin Peixotto, consulul Statelor Unite, care se vede că a ajutat la finanțarea acestui număr. Al doilea număr (60 de pagini) a fost tipărit la altă tipografie din Iași, „Buciumul Românesc".